# Sauravus
Sauravus es un género extinto de lepospóndilos (pertenecientes al grupo Nectridea) que vivieron desde finales del período Carbonífero hasta comienzos del período Pérmico, en lo que hoy es la Francia.